# میتلورک
میلتورک کارخانه‌ای آلمانی بود که در جنگ جهانی دوم در زیرزمین در کنشتاین ساخته شد تا از بمباران متفقین جلوگیری شود. این کارخانه از کارگران اجباری از اردوگاه گردآوری میتلباو-دورا برای تولید موشک‌های بالستیک فاو-۲ و بمبهای پرنده فاو-۱ و دیگر تسلیحات استفاده می‌کرد.
اولین آزمایش‌های موشکی وِرنر فون براون در پینه‌مونده انجام می‌شدند اما پس از شناسایی و بمب‌باران هوایی متفقین از سال ۱۹۳۶ این آزمایش‌ها در کهنشتاین ادامه یافتند زیرا در این منطقه معدن گچی را در دل کوه انتخاب کردند که با ۷۰۰۰ برده کارگر که بسیاری از آنها کشته شدند دو تونل موازی در مجموع با طول ۳ کیلومتر حفر کردند که یکی راه‌آهن دوطرفه برای حمل و نقل باشد و دومی محل دستگاه‌های ساخت موشک. در بین این دو تونل موازی ۴۶ تونل هر کدام به طول ۱۵۰ متر حفر شدند که در مجموع ۱۱ کیلومتر تونل با مساحت ۹۳هزار متر مربع بود به نام میتلورک. به دلیل بیماری عظیم‌گرایی هیتلر پروژه پرتاب این موشک‌ها قرار بود از ساختمان بتن یکپارچه و عظیمی با ضخامت ۵ متر در شکاف کوه در ل کوپول انجام شود اما پایانه‌های پرتاب موشک توان مقاومت در برابر بمب‌باران را نداشتند در نتیجه همان‌طور که پیشتر ارتش پیشنهاد کرده بود از سکوهای پرتاب متحرک استفاده کردند که ۵۰۰۰ نفر قربانی در لندن داشت اما با پیش‌دستی متفقین پرتاب‌کننده‌های نازی از محدوده تیردست انگلستان خارج شدند.